# Oberarth
Oberarth est l'une des trois localités de la commune de Arth , dans le district de Schwyz, du canton de Schwyz en Suisse.

## Localisation
Le village de Oberarth est situé au-dessus du lac de Zoug à 453 mètres d'altitude, dans une vallée entre le Rossberg et le Rigi. En 2007, Oberarth compte environ 1 620 habitants.

## Historique
Les barrières rocheuses autour de Oberarth forment une barrière naturelle, qui a été renforcée à différentes époques dans un but de défense militaire. Une Letzi (fortification de campagne) y est édifiée au XIVe siècle, dont il subsiste des vestiges. 
Le 2 septembre 1806, en fin d'après-midi, avant 18 heures, la montagne se déchaîne. En quelques minutes, quelques millions de mètres cubes de matériaux rocheux se déversent dans des éboulements. Quatre "torrents" d’éboulis atteignent la vallée, le premier sur Oberarth, le deuxième et troisième détruisent le village de Goldau avant de rencontrer les pentes du Rigi, et le quatrième se déverse dans le lac de Lauerz. Cette catastrophe fait plusieurs centaines de victimes,.
Pendant la Seconde Guerre mondiale, un dispositif est de nouveau édifié dans le cadre d'un ensemble dénommé réduit national. Il comprend une position pour une batterie de quatre canons en caverne, dans la falaise de Chräbelwand, quatre fortins dans la vallée d’Oberarth, cinq abris et une ligne antichars. La construction commence en 1941, se prolonge en 1942, les derniers abris bétonnés étant aménagés en 1944. Ces installations sont en partie modernisées durant la guerre froide. Ce dispositif défensif bénéficie du classement d’importance nationale.
De 1875 à 1959, le chemin de fer Arth–Rigi Bahn (ARB) passe par Oberarth, après Goldau.

## Économie
Oberarth est ou a été le siège de quelques entreprises dont une  distillerie et une fabrique de tissage de soie.